# Anthurium petrophilum
Anthurium petrophilum är en kallaväxtart som beskrevs av Kurt Krause. Anthurium petrophilum ingår i släktet Anthurium och familjen kallaväxter. Inga underarter finns listade.